# 延岡市立東海中学校
延岡市立東海中学校（のべおかしりつ とうみちゅうがっこう）は、宮崎県延岡市無鹿町一丁目にある公立中学校。

## 概要
- 生徒数 611名
- 学級数 19個
- 職員数 39名

（2009年4月1日時点）

## 沿革
- 1947年
  - 4月30日 - 東海小学校に併設する形で開校。
  - 5月15日 - 開校式を挙行
- 1949年
  - 4月1日 - 現在の通学区域が確定。一部の生徒が岡富中学校に移籍。
  - 4月16日 - 現在地へ移転開始。
- 2005年1月14日 - 新校舎竣工。

## 著名な関係者
- 松田丈志 （2008年 北京オリンピック 男子バタフライ200m 銅メダリスト）

## 制服
- 男子
  - 冬服は標準的な学生服上下である。
  - 夏服はカッターシャツ、スラックスである。
- 女子
  - 冬服はセーラー服上下である。
  - 夏服はブラウス、スカートである。